# Jason Polak
Jason Polak (9 gennaio 1968) è un ex calciatore ed ex giocatore di calcio a 5 australiano.

## Carriera
Utilizzato nel ruolo di giocatore di movimento, Polak ha partecipato, con la Nazionale maschile di calcio a 5 dell'Australia, al FIFA Futsal World Championship 1989 concluso dalla selezione oceaniana al primo turno, affrontando Stati Uniti, Italia e Zimbabwe.